# Miss Hong Kong 2016
Miss Hong Kong 2016 será la 44a edición del concurso de belleza Miss Hong Kong, se realizará el 11 de septiembre de 2016 en TVB City, Hong Kong, con difusión por TVB Jade Channel, 20:34 a 22:51 Tiempo Hong Kong de esta noche.

## Resultados
- Campeón: Crystal Fung (馮盈盈)[1]
- Primera finalista: Tiffany Lau (劉穎鏇)
- Segunda finalista: Bonnie Chan (陳雅思)
- Tercera Finalista: Andrea So (蘇韻姿)